# Ramona Ivener
Ramona Ivener, född 23 september 1978 i Visby, är en svensk författare.
Ivener har studerat historia vid Karlstads universitet och disputerade 2014 med avhandlingen Kunskapens händer: Kunskapstraditioner, maskulinitet och förändring i Lesjöfors 1940-2010.